# Eclipsa de Soare din 13 iulie 2018

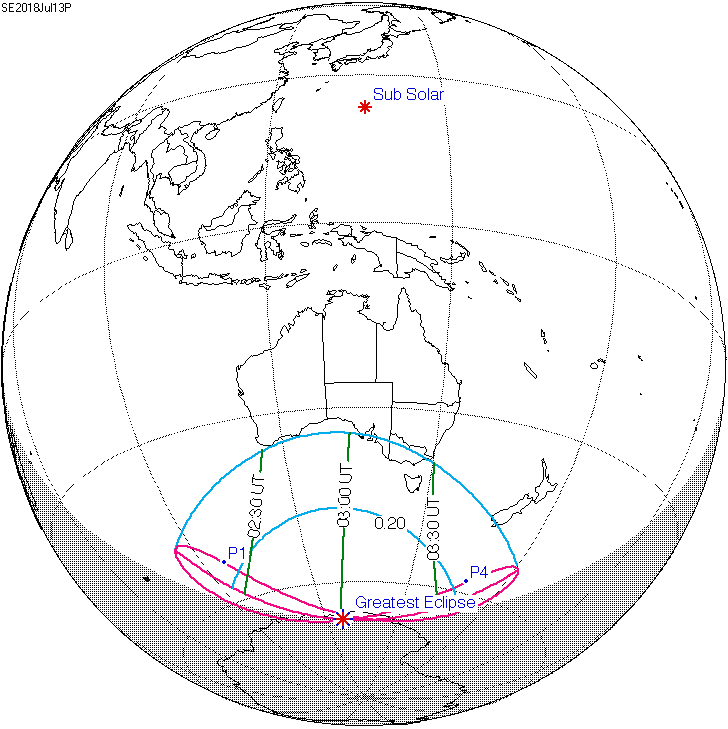
Harta eclipsei generale

Eclipsa de Soare din 13 iulie 2018 este a 12-a eclipsă parțială din secolul al XXI-lea. Face parte din seria Saros 117. Această serie a ciclului Saros a început cu eclipsa de Soare la 24 iunie 792 și se va încheia cu eclipsa de Soare din 3 august 2054.
S-a produs în urmă cu 6 ani, 257 zile.

## Zone de vizibilitate

Hartă animată a eclipsei din 13 iulie 2018.

Este o eclipsă, parțial vizibilă din Australia de Sud, Victoria, Tasmania, Oceanul Indian, Coasta Budd.

## Eclipsele din 2018
- O eclipsă totală de Lună din 31 ianuarie.
- O eclipsă parțială de Soare din 15 februarie.
- Eclipsa parțială de Soare din 13 iulie.
- O eclipsă totală de Lună din 27 iulie.
- O eclipsă parțială de Soare din 11 august.